# Gabriel Castellón
Gabriel Jesús Castellón Velázquez (ur. 8 września 1993 w Valparaíso) – chilijski piłkarz występujący na pozycji bramkarza, od 2019 roku zawodnik Huachipato.